# Łazy (powiat przeworski)
Łazy – osada w Polsce położona w województwie podkarpackim, w powiecie przeworskim, w gminie Przeworsk.
W latach 1975–1998 miejscowość administracyjnie należała do województwa przemyskiego.